# Louis-Marie de Vassy
Louis-Marie de Vassy est un homme politique français né le 21 juillet 1749 à Bourg-Saint-Léonard (Orne) et décédé le 30 août 1832 au Château de Belval (Calvados).
Colonel de cavalerie, il est membre de l'assemblée provinciale et de la commission intermédiaire de la généralité de Caen. Il est député de la noblesse aux états généraux de 1789 et siège à droite et émigre en 1791, ne rentrant qu'en 1814. Il est nommé maréchal de camp en 1815.

## Sources
- « Louis-Marie de Vassy », dans Adolphe Robert et Gaston Cougny, Dictionnaire des parlementaires français, Edgar Bourloton, 1889-1891 [détail de l’édition]